# Paraná (departement)
Paraná is een departement in de Argentijnse provincie Entre Ríos. Het departement (Spaans: departamento) heeft een oppervlakte van 4.974 km² en telt 319.614 inwoners. Analfabetisme is 1,8% in 2001.

## Plaatsen in departement Paraná
| - Aldea Eigenfeld - Aldea María Luisa - Aldea San Antonio - Aldea San Rafael - Aldea Santa María - Aldea Santa Rosa - Antonio Tomás - Arroyo Burgos - Arroyo Corralito - Arroyo Maturrango - Arroyo Palo Seco - Cerrito - Colonia Avellaneda - Colonia Celina - Colonia Cerrito - Colonia Crespo - Colonia Merou | - Colonia Reffino - Crespo - Curtiembre - Distrito Tala - El Palenque - El Pingo - Espinillo Norte - Hasenkamp - Hernandarias - La Picada - Las Garzas - María Grande - María Grande Segunda - Oro Verde - Paraje Las Tunas - Paraná - Paso de La Arena | - Paso de Las Piedras - Pueblo Brugo - Quebracho - San Benito - Santa Luisa - Sauce Montrull - Sauce Pintos - Seguí - Sosa - Tabossi - Tezanos Pintos - Viale - Villa Fontana - Villa Gobernador Etchevehere - Villa Urquiza |